# Mixteco clásico
El mixteco clásico (en mixteco: dzaha dzavui, "palabra de la lluvia"; pronunciación: [ðaʔa ðawi]), llamado también mixteco colonial o mixteco antiguo, es una lengua muerta que fue empleada como lengua vehicular en La Mixteca, particularmente en la Mixteca Alta en la época de la Conquista y durante la Colonia. El mixteco clásico se basó en la variante que se hablaba en Teposcolula, lugar que durante la colonia fue un centro político, económico y comercial muy importante para la región mixteca. 
Durante el siglo XVI, los frailes dominicos adaptaron el alfabeto español a la lengua mixteca y redactaron varios documentos, los cuales fueron los primeros en esta lengua, como la Doctrina cristiana en lengua mixteca publicado en 1568 así como Arte en lengua mixteca y Vocabulario en lengua misteca publicados en 1593.
Esta lengua sirvió como medio de evangelización y comunicación entre personas de idiomas distintos que también habitan la zona mixteca como el cuicateco, chocho, amuzgo, triqui e ixcateco.

## Escritura
La escritura que los frailes dominicos adaptaron al mixteco no siempre fue homogéneo. En el cuadro siguiente se muestra la forma comúnmente empleado por De los reyes y Alvarado.
| El abecedario mixteco | El abecedario mixteco | El abecedario mixteco | El abecedario mixteco | El abecedario mixteco | El abecedario mixteco | El abecedario mixteco | El abecedario mixteco | El abecedario mixteco | El abecedario mixteco | El abecedario mixteco | El abecedario mixteco | El abecedario mixteco | El abecedario mixteco | El abecedario mixteco | El abecedario mixteco | El abecedario mixteco | El abecedario mixteco | El abecedario mixteco | El abecedario mixteco | El abecedario mixteco | El abecedario mixteco | El abecedario mixteco | El abecedario mixteco |
| --------------------- | --------------------- | --------------------- | --------------------- | --------------------- | --------------------- | --------------------- | --------------------- | --------------------- | --------------------- | --------------------- | --------------------- | --------------------- | --------------------- | --------------------- | --------------------- | --------------------- | --------------------- | --------------------- | --------------------- | --------------------- | --------------------- | --------------------- | --------------------- |
| A                     | C                     | Ch                    | Cu                    | D                     | Dz                    | E                     | H                     | Hu                    | I                     | M                     | N                     | Nd                    | Ñ                     | O                     | P                     | Q                     | S                     | T                     | Tn                    | U                     | V                     | Y                     |                       |
| a                     | c                     | ch                    | cu                    | d                     | dz                    | e                     | h                     | hu                    | i                     | m                     | n                     | nd                    | ñ                     | o                     | p                     | q                     | s                     | t                     | tn                    | u                     | v                     | y                     |                       |
| Valores fonéticos     |                       |                       |                       |                       |                       |                       |                       |                       |                       |                       |                       |                       |                       |                       |                       |                       |                       |                       |                       |                       |                       |                       |                       |
| a                     | k                     | t͡ʃ                    | kʷ                    | d                     | d/ð                   | e                     | ʔ                     | w                     | i                     | m                     | n                     | nd                    | ɲ                     | o                     | p                     | k                     | ʃ                     | t                     | tn                    | u                     | w                     | j                     |                       |

La <c> y <qu> se pronuncian como /k/ siguiendo la ortografía española. Pero <qh> y <qn> se pronuncian /kũ/.
El dígrafo <hu> se pronuncia /w/ al principio de palabra, por ejemplo: huahi "casa", y /ʔw/ al final de palabra, por ejemplo: tay dahui ini "descuidado hombre". El dígrafo <vu> se pronuncian /w/ al final de palabra, por ejemplo: dzavui "lluvia". Sin embargo, el fray Benito Hernández usó siempre <hu> tanto para /w/ y /ʔw/.
La oclusiva glotal o saltillo /ʔ/ no siempre se marcaba. Algunas veces se anotaba con un acento sobre la vocal a la que seguía el saltillo, otras veces se marcaba con una <h> o se omitía.
Al igual que todas la variantes del mixteco moderno, el mixteco clásico también contenía tonos, sin embargo, los frailes dominicos no los anotaron, aunque si las reconocieron, por ejemplo el fray Alvarado escribió: "En el acento varían muchas palabras la significación".

## Ejemplos
En seguida se da una pequeña lista de palabras sacadas del vocabulario del fray Alvarado.
cuisi 'blanco'
tnoo 'negro'
yutnu 'árbol'
tay cuisi 'hombre blanco'
yucu 'monte'
dzutu 'padre'
dzaya 'hijo'
caa 'hierro'
huahi 'casa'
dzavui 'lluvia'
saa 'pájaro'